# 聖バルバラ (ゴヤ)
『聖バルバラ』（せいバルバラ、西: Santa Bárbara, 英: Saint Barbara）は、スペインのロマン主義の巨匠フランシスコ・デ・ゴヤが1772年頃に制作した絵画である。油彩。ゴヤの最初期に属する作品で、キリスト教の殉教聖人である聖バルバラを描いている。現在はマドリードのプラド美術館に所蔵されている。また同じくプラド美術館に準備素描が所蔵されている。

## 主題
『黄金伝説』によると聖バルバラは3世紀の聖女で、小アジア北西部の都市ニコメディアに住む異教徒の裕福な貴族ディオスコロス（Dioscoros）の娘として生まれた。彼女の父は娘の求婚者が現れるのを避けるため、娘を塔に幽閉した。しかし聖バルバラは父親の留守を見計らい、三位一体を表すために2つしかなかった塔の窓を3つに増やした。さらに秘かに修道士を招き入れて洗礼を受けた。娘の改宗を知ったディオスコロスが激怒したため、聖バルバラは逃亡したが捕らえられ、ローマ当局に引き渡された。しかし聖バルバラは信仰の放棄を拒み、拷問を受けた末に父の手で殺されたが、父ディオスコロスは雷に打たれて焼け死んだという。聖バルバラは軍隊、特に砲兵の守護聖人で、嵐や雷から人々を保護し、また臨終の際に祈願する者に対して聖体拝領を果たすと考えられた。

## 作品

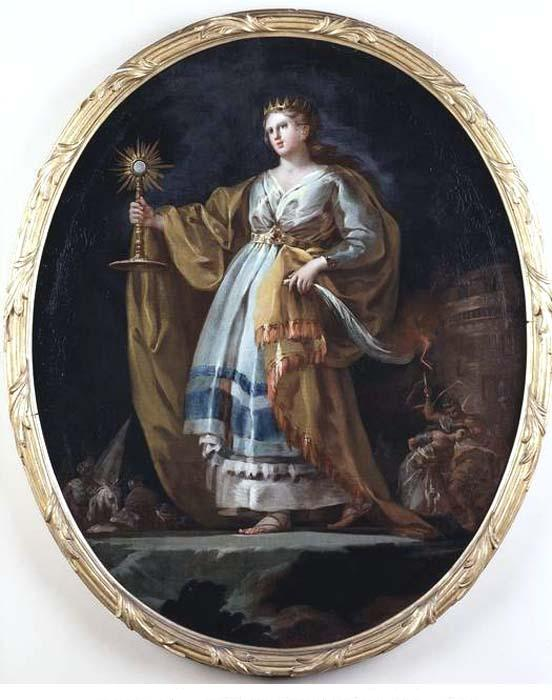
額縁。

ゴヤは記念碑的なポーズで立つ聖バルバラを描いている。聖女は様々な伝統的なシンボルをともなってっており、頭上に王冠を戴き、右手に聖体顕示台を持ち、左手に殉教者であることを表す棕櫚の葉を持っている。後方の暗い背景には聖バルバラが幽閉されていたことを思い出させる3つの窓がある巨大な塔があり、聖バルバラと塔の間の空間には聖女の殉教する瞬間が描かれている。画面左の背景には旗を持った騎手が描かれている。
ゴヤは準備素描の図案を概ね踏襲しているが、いくつかの点に変更を加えている。1つは聖体顕示台を持った右手で、準備素描では聖体顕示台を掲げるように右腕を上げているが、完成作では右腕を進行方向に向けて伸ばしている。もう1つは両足で、準備素描では両の踵を地につけているため静止した印象を受けるが、完成作では片方の踵を上げることで動的なポーズに変更し、臨終の床で聖バルバラを待つ者のために速やかに現れる様子を視覚的に表現している。
イギリスの美術史家ジュリエット・ウィルソン＝バローによると、この聖女像の図像的源泉はカピトリーニ美術館に所蔵されている古代の彫刻『チェージのユノ』（Giunone cesi）である。この彫刻はルネサンス期のミケランジェロ・ブオナローティによって「ローマで最も美しい芸術作品」と賞賛された。ゴヤもイタリア滞在時にこの彫刻を見たと考えられており、素描帖の中に『チェージのユノ』に触発されたと思われる頭部の素描を描いている。同じ素描帖には『聖バルバラ』の準備素描もあり、本作品の制作者がゴヤであることを裏付けている。絵画の制作年代も同じ素描帖から推察される。ゴヤは次のページに妻ホセファ・バイユーと結婚した1773年9月15日の日付を記している。このことから本作品の制作年代はイタリアから帰国した直後の1772年から1773年頃と考えられている。

## 来歴
絵画は1932年にマドリードのフアン・モリーナ（Juan Molina）のコレクションに加わった。その後バルセロナのトレリョ・コレクション（colección Torelló）を経て、2001年にプラド美術館に購入された。

## ギャラリー
関連画像

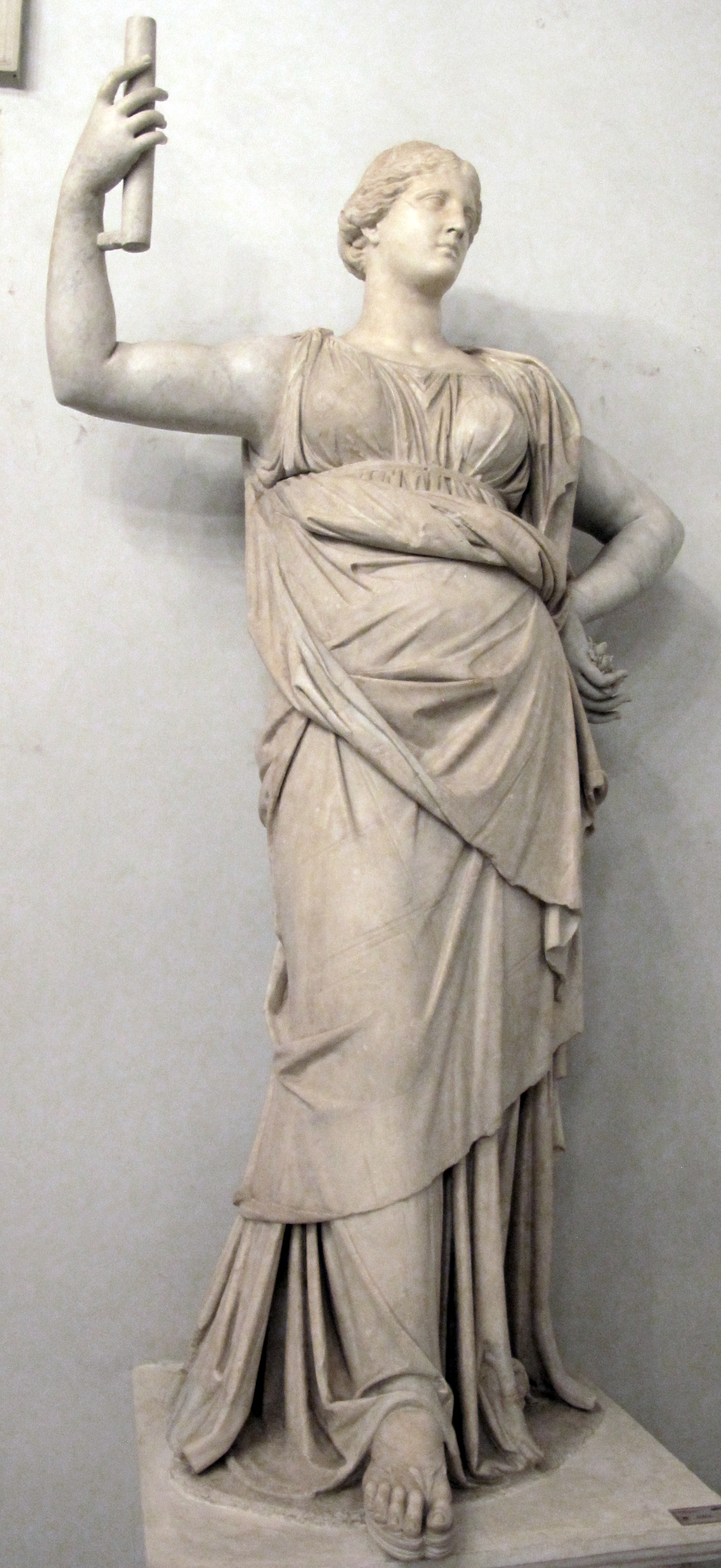
『チェージのユノ』2世紀 カピトリーニ美術館所蔵
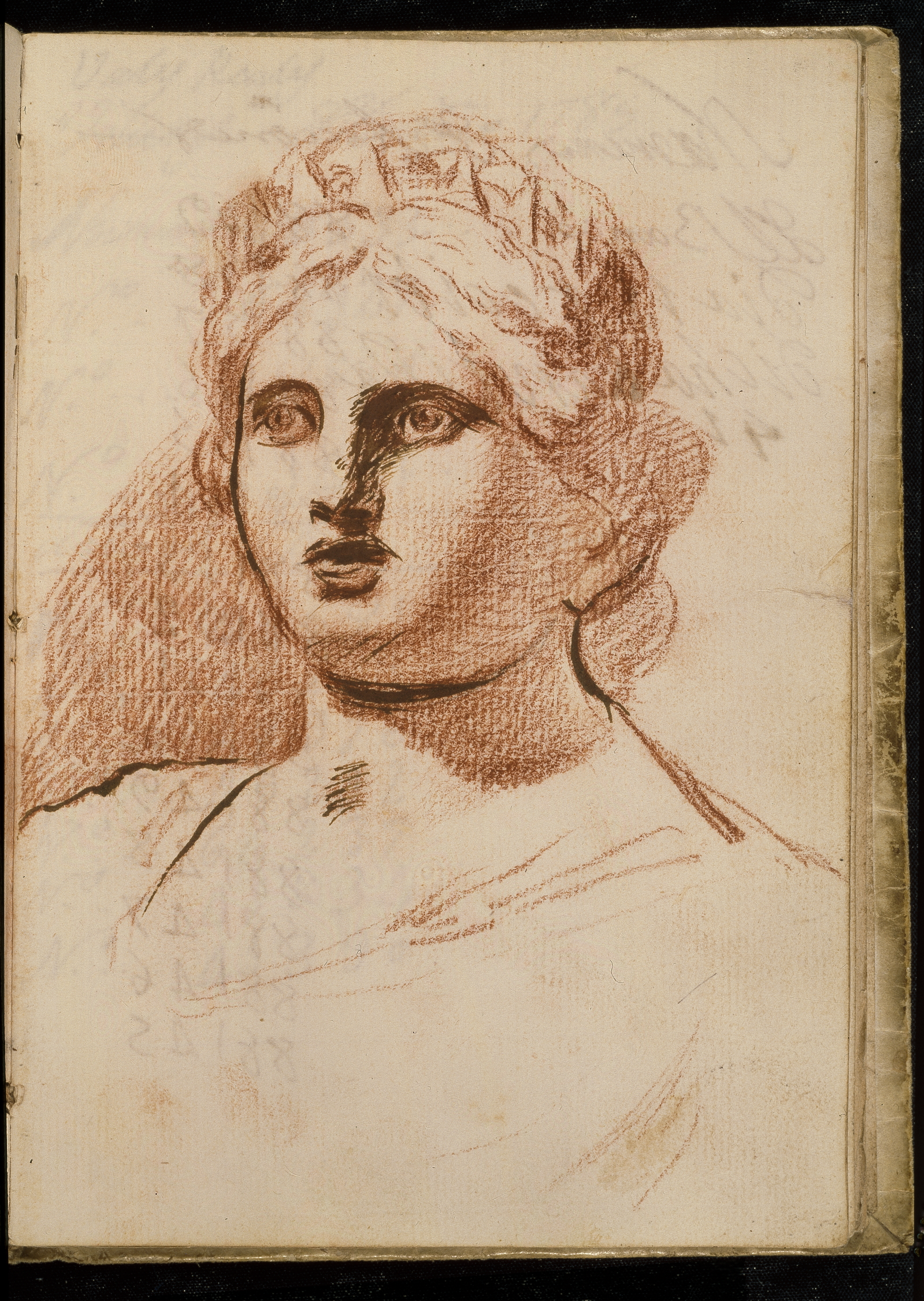
ユノ像の頭部の素描 プラド美術館所蔵
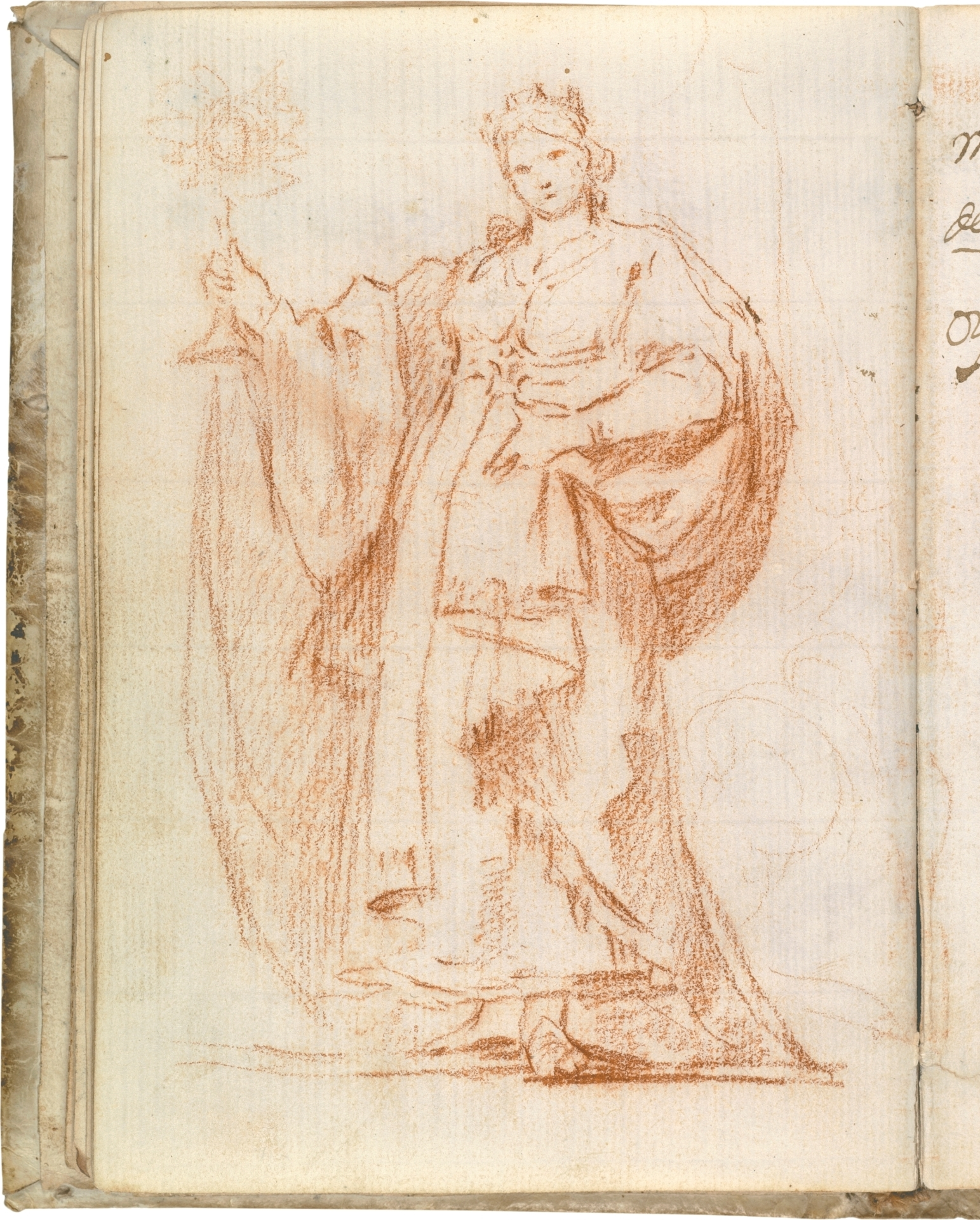
準備素描 プラド美術館所蔵
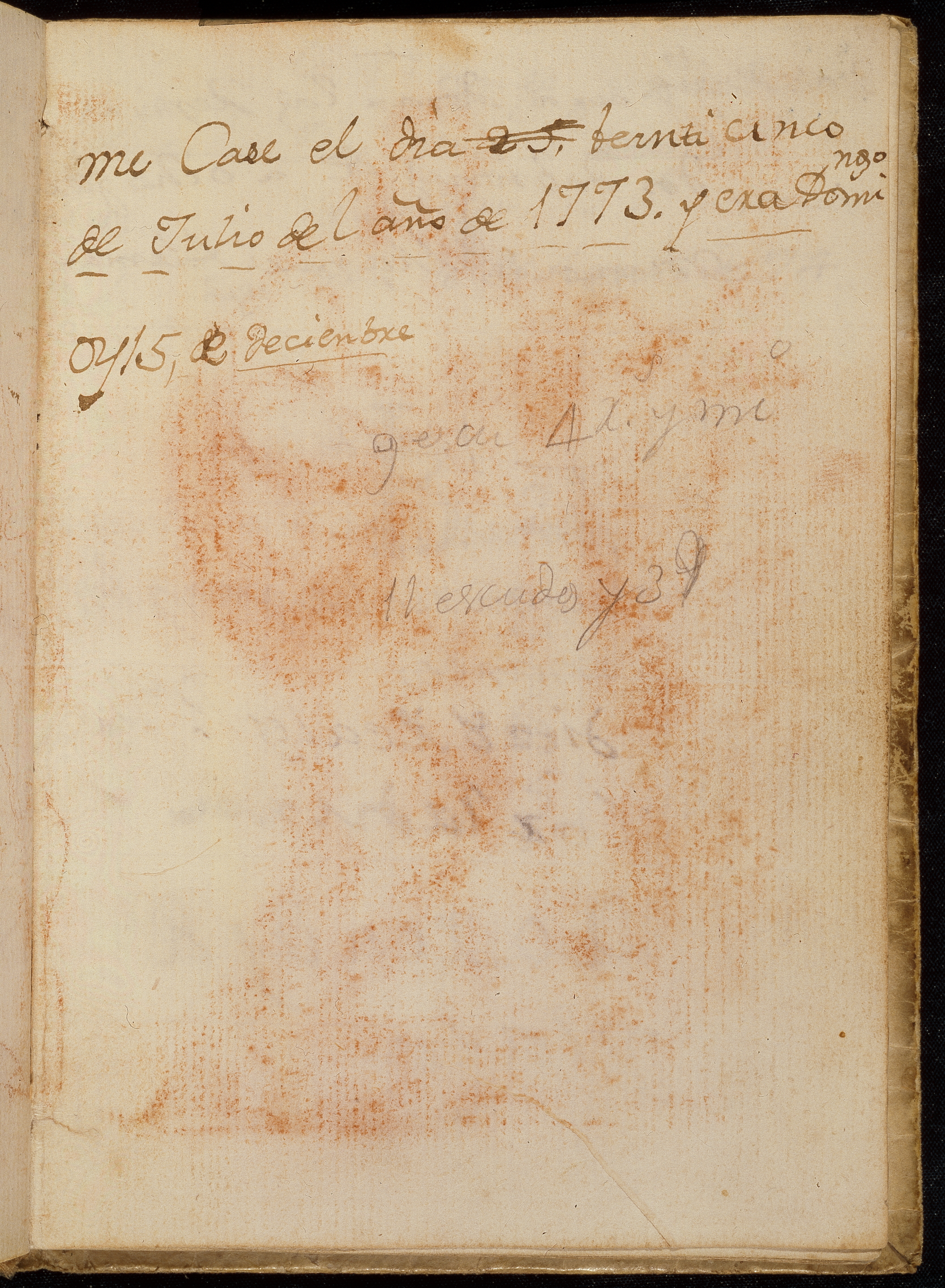
1773年9月15日の日付 プラド美術館所蔵